# Convenção sobre os Povos Indígenas e Tribais, 1989
Convenção sobre os Povos Indígenas e Tribais, 1989 é uma convenção da Organização Internacional do Trabalho (OIT), também conhecida internacionalmente como a ILO 169, OIT 169 ou C169. Esta é a convenção internacional mandatória que diz respeito aos povos indígenas, e foi criada na sequência dos princípios anunciados na Declaração sobre os Direitos dos Povos Indígenas. Ela revê a convenção 107 de 1957. No preâmbulo da convenção mais recente podemos ler que esta, dados os desenvolvimentos no direito internacional e nas questões indígenas que entretanto se fizeram sentir, pretende retirar a "orientação assimilacionista" da convenção anterior.

## Ratificações
A Convenção OIT 169 foi assinada e ratificada pelos seguintes países:
Argentina, Bolívia, Brasil, Colômbia, Costa Rica, Chile, Dinamarca, Dominica, Equador, Espanha, Fiji, Guatemala, Holanda, Honduras, México, Nepal, Noruega, Paraguai, Peru e Venezuela.[carece de fontes?]